# 視覚障害者のスポーツ
視覚障害者のスポーツ（しかくしょうがいしゃのスポーツ）は、視覚障害者同士、または視覚障害者と晴眼者が一緒に楽しめるように作られた障害者スポーツである。
パラリンピックでは、陸上競技をはじめ、競泳、柔道、自転車、ゴールボール、サッカー、セーリング、馬術、スキーに視覚障害のあるアスリートが出場する。
視覚障害者は音を手がかりにプレイするため、試合中は静かにしているのがエチケットになっている。

## 球技(ハンドボール)

### ゴールボール
ヨーロッパ発祥のスポーツで、鈴の入った音の出るボールを転がし、相手ゴールに入れることを目指す。類似の競技にトーボールがある。

## 球技(バットアンドボール)

### グランドソフトボール
日本でソフトボールをもとに開発された。以前は盲人野球と呼ばれていたが、直径20cm程度のハンドボール用のボールを用いる、地面の上を転がしてゲームする、1チームはピッチャーと一塁の間にライトショートという守備位置を含めた10人で構成される、など晴眼者の野球とは多くの相違がある。
ピッチャーは必ず全盲で、そのほかに3人全盲の選手を入れなければならない。後の6人は、弱視や晴眼者でも良い。
ピッチャーが投球するときは、キャッチャーが手をたたいてリードする。打者が打つと、打者が全盲の場合は、それぞれのベースにコーチが出て誘導する。走者と野手が衝突しないように、走者用のベースは守備用ベースの外側2mくらいのところにある。晴眼者・弱視者がゴロを捕球したときは、送球しなければならないが、全盲の選手がゴロやファウルを捕球するとアウトになる。
日本では全国盲学校体育連盟による全国盲学校野球大会が開催されている。

### クリケット
1922年、オーストラリア発祥。転がすと音が鳴るボールで行うクリケット。グランドソフトボール形式で、投球・打球するところが特徴である。

## 球技(ネット越え)

### フロアバレーボール
かつて盲人バレーと呼ばれていたが、晴眼者も一緒に楽しめるスポーツにしようと、今世紀になってからこの名前になった。
1チーム6人制で、前衛（ネット側）3人は全盲、後衛の3人は弱視者または晴眼者でゲームをする。ボールはバレーボール用だが、ネットの下をくぐらせて、ゴロでボールのやりとりをする。

### サウンドテーブルテニス
盲人ピンポン、盲人用卓球として、昭和初期から行われていた盲人用のスポーツである。発祥は足利盲学校（現・栃木県立盲学校）とされる。
ボールは、内部にボールベアリングや仁丹などの小さな玉を入れ、転がるときに音が出るようになっている。ラケットはラバーの付いていないものを用い、ネットの下をくぐらせてボールを打ち合う。卓球台の選手側半分には、コの字型に枠がついていて、ボールが枠に跳ね返ると打った側の得点になるが、枠を飛び越したり、枠の前で下に落ちると、守り側の得点になる。

### ブラインドテニス
1984年日本発祥のスポーツである。埼玉県立特別支援学校塙保己一学園（埼玉県立盲学校）、高等部普通科の生徒が発案した。発案者は、全盲の武井視良(みよし）,元日本ブラインドテニス連盟会長である。当初は視覚ハンディキャップテニスと呼ばれていた。
音の出るスポンジボールを用いる。視覚障害者が行う他の多くの球技とは異なり、地面や床を転がすのではなく、空中を飛んでくるボールを打つ3次元のスポーツである。全盲は、3バウンドまでに返球、弱視は視力や視野に応じて1バウンドから3バウンドで返球する。
日本国内競技者は300人を数える。2006年より海外普及を始め各国で普及動が行われている。　国際会議や国際大会も開催されている。
国際ブラインドテニス協会（IBTA）は、ブラインドテニスがパラリンピックの正式種目となるように熱心に活動を続けている。

## 球技(フットボール)

### ブラインドラグビー
ブラインドラグビーはB2、B3、B4（視力0.2まで、または視野40度以下）の弱視を対象にしており、危険なタックルのない7人制ラグビーで、タッチラグビーと似たルールで行われる。ボールは楕円球で、中に音源があるものが使用される。
2015年にイギリスで誕生し、同国のThe Change Foundation が普及を進めている。2017年にはニュージーランドで普及が行われ、イギリスとニュージーランドのテストマッチが行われた。イギリスでは、「Visually Impaired Rugby」と呼ばれている。
2018年に日本で紹介され、同年9月にThe Change FoundationのCEOが来日。続いて2019年1月にはコーチが2名来日した。1月から3月にかけて、埼玉県川越市にある埼玉県立特別支援学校塙保己一学園、神戸視力センターで講習会や体験会が開催された。
2019年4月1日に、視覚障がい者と健常者が共にスポーツを楽しむ共生社会を実現する事を目的として、日本ブラインドラグビー協会（Japan Blind Rugby Union）が設立された。
2019年5月から6月にかけて、10月開催のテストマッチを控え、日本代表選手セレクションを実施した後、夏に日本代表の合宿を実施。
2019年9月2日 、一般社団法人日本ブラインドラグビー協会として法人化。
2019年10月14日、国際大会「ブラインドラグビー国際テストマッチ2019 in JAPAN」を熊谷で開催。日本代表「ブラインドラグビージャパン」とイングランド代表「イングリッシュVII Roses（セブン・ローゼズ）」とで3試合を実施した。
2022年3月27日、第1回ブラインドラグビー大会を、駒沢オリンピック公園（東京都世田谷区）で開催。初の国内大会となる。
2023年3月26日、第2回ブラインドラグビー大会を、東京都稲城市で開催。
2023年11月、大阪府茨木市（追手門学院大学グラウンド）で体験会を開催。日本ラグビーフットボール協会が主催し、日本ブラインドラグビー協会が協力。

## 球技(ゴルフ・投擲型)

### ブラインドゴルフ
ほかの障害者スポーツと比べ特別ルールは少ないため、典型的なノーマライゼーションの障害者スポーツであるといえる。世界ブラインドゴルフ協会が中心となり、2020年までにパラリンピックの正式種目となるように働きかけている。

## 格闘技

### 相撲
勝負の開始は、軍配を返す代わりに、両者が両手をつき、お互いの額を軽く接触させた形で、行司が両者の背中を軽くたたいて開始する。土俵から出たときと、足の裏以外が地面についたときには負けになる。離れて突っ張ったりはたいたりするのは禁じ手になっている。

### 柔道
柔道は盲学校では最もポピュラーなスポーツで、盲学校で運動部のクラブ活動のあるところは、だいたい柔道部と野球部がある。
相手の位置を確認するために組んでから競技を開始する。クラス分けは障害の程度ではなく体重別で行う。

## 陸上競技

### 円周走
視覚障害者がマラソンなどの長距離走に出場するには、伴走者が必要になる。しかし、視覚障害者の参加者より力量のある伴走者をボランティアなどで出てもらうのは、非常に困難である。
盲学校で、走る競技として一般的なのは、円周走である。グランドの中央に杭を打ち、それに握るためのリングのついた長い鎖を取り付ける。走者は、リングをもって脇腹につけ、鎖を引っ張った形で円周を走る。

### 走り幅跳び
大きな踏切板を用い、晴眼者の声による誘導を受けて競技する。

## スキー
アルペンスキーをはじめ、クロスカントリースキーやバイアスロンがあり、いずれも晴眼者が前を滑り声で誘導する。
バイアスロンでは音声を聞きながら標的に照準を合わせる専用のビームライフルを使用する。日本ではこの種目で小林深雪が長野およびトリノの冬季パラリンピック2つの大会で金メダルを獲得された。

## マリンスポーツ
海上は陸上の道路ほど混んでいないことから、低速であれば進路の僅かな誤差は許容範囲であり、セーリング競技に参加する者もいる。
現代では航法機器の発達により、晴眼者の補助を受ければ太平洋を横断することも可能である（「ブラインドセーリング」プロジェクト）。

## エクストリームスポーツ
パワーリフティング

## マインドスポーツ

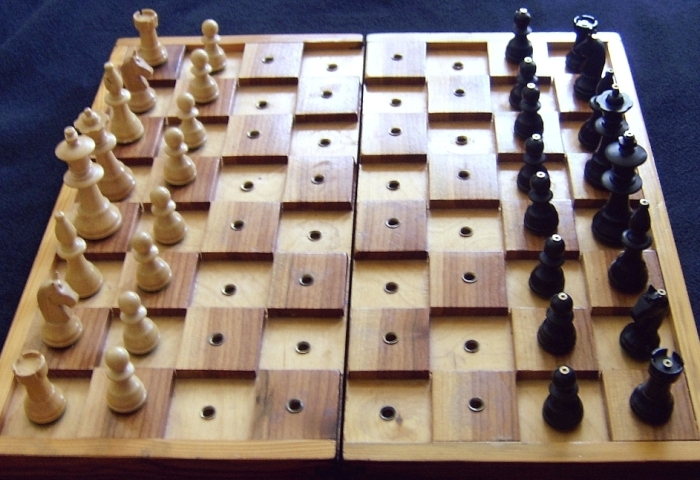
視覚障害者向けのチェス盤

### 将棋
将棋は盲人将棋の全国大会があるほど盛んである。
将棋のルールは一般用と全く同じだが、将棋盤の黒い線のところに針金で枠が打ってあり、また、駒はいわゆる彫り駒である。さわってすぐわかるように、歩兵（ふひょう）は丁三、香車（きょうしゃ）は禾などと彫られている。
かつては晴眼者が目隠しをしてする将棋を「盲将棋（めくらしょうぎ）」と言ったが、現在は目隠し将棋と言い換えられている。実際に将棋盤を使わずに将棋を指す視覚障害者もいる。電話で指し手を伝える「電話将棋」を愉しむ人もいる。

### 囲碁
視覚障害者による囲碁は専用の用具が使いにくかったこともあり、将棋ほど普及していなかった。
1980年代には線を高くして碁盤の目を立体とし、片方に溝が彫られた碁石を置いて固定する「アイゴ」が考案され、比較的使いやすい用具だったが生産中止になっていた。2013年に日本視覚障害者囲碁協会がアイゴを復活させ盲学校で普及活動を行い大会も開かれるようになった。台湾や韓国の盲学校にも普及活動を行っており、国際大会も開催されている。

### 麻雀
視覚障害者による麻雀は、点字シールを貼った牌を使っておこなう。山が崩れないよう牌を重ねるのではなく横に並べる、捨てた牌を声に出して言うなどの工夫により、視覚障害者でも手軽に麻雀を楽しむことができる。

### チェス
視覚障害者用によるチェスは段差のあるチェス盤を用いる。チェスの駒は触って形を確かめられるため晴眼者用と同じであり、底に固定用の突起が付いているのが違いである。
晴眼者と目隠しチェスで対局することもある。